# Plakode

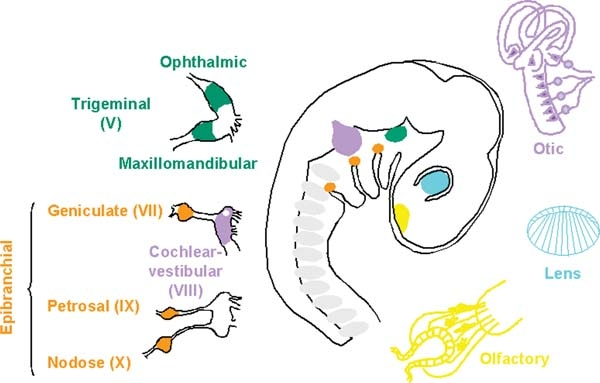
Plakoden am Hühnerembryo; blau: Auge, lila: Innenohr

Als Plakoden oder Placoden werden Epidermisareale bei Wirbeltierembryonen bezeichnet, aus denen sich u. a. Anteile der Augen (Linse) und des Innenohrs (Sinneszellen) entwickeln.
Neurogene Plakoden sind Verdickungen des Epithels in der Ektodermschicht des Embryonenhirns, aus denen Neuronen und andere Strukturen des Sensorischen Nervensystems entstehen.

## Plakoden des Schädels
- die dorsolaterale Plakode
- die epibranchiale oder epipharyngiale Plakode
- die nasale oder olfaktorische Plakode
- Weitere craniale Plakoden, aus denen keine Neuronen entstehen:
  - die Linsen-Plakode
  - die adenohypophysäre Plakode